# レト (小惑星)
レト (68 Leto) は、小惑星帯に位置する小惑星の一つでS型小惑星である。1861年4月29日にドイツの天文学者、ロベルト・ルター (Karl Theodor Robert Luther) により発見された。ギリシア神話のアポローンとアルテミスの母レートー（レト）にちなみ命名された。